# Nicolas Delmotte
Nicolas Delmotte est un cavalier français né le 29 août 1978 à Flines-lez-Raches dans le Nord-Pas-de-Calais.

## Biographie
Né le 29 août 1978 dans le nord de la France, il découvre l'équitation dans un club local, à Phalempin.
Son entraîneur ayant décelé son aptitude au saut d'obstacles, il commence les compétitions en 1995 avec Boléro de Brecey*HN, puis continue dans cette voie avec sa jument Discrète IV qui lui permet de devenir, en 2001, Champion de France 1e catégorie à Fontainebleau.
En l'espace de 5 ans, Nicolas devient membre de l'équipe de France dans la catégorie Jeunes cavaliers, puis par la suite dans la catégorie Senior.
Lors des championnats d'Europe en 1999, dans la catégorie jeunes cavaliers, il décroche 2 médailles : or par équipes, et argent en individuel sur Boléro de Brecey. Un an plus tard, avec l'équipe de France il arrive 3e à Lisbonne, puis l'année suivante, il est premier par équipe, deuxième en individuel à Münchwilene.
En France, l'ex-champion d'Europe figure parmi les dix meilleurs cavaliers de saut d'obstacles. Au classement de la Coupe du Monde, il prend la 25e place[Quand ?].
Ses écuries sont situées à Douai dans les installations de l'entreprise Gènes Diffusion, partenaire du cavalier.

## Palmarès
1997 : 

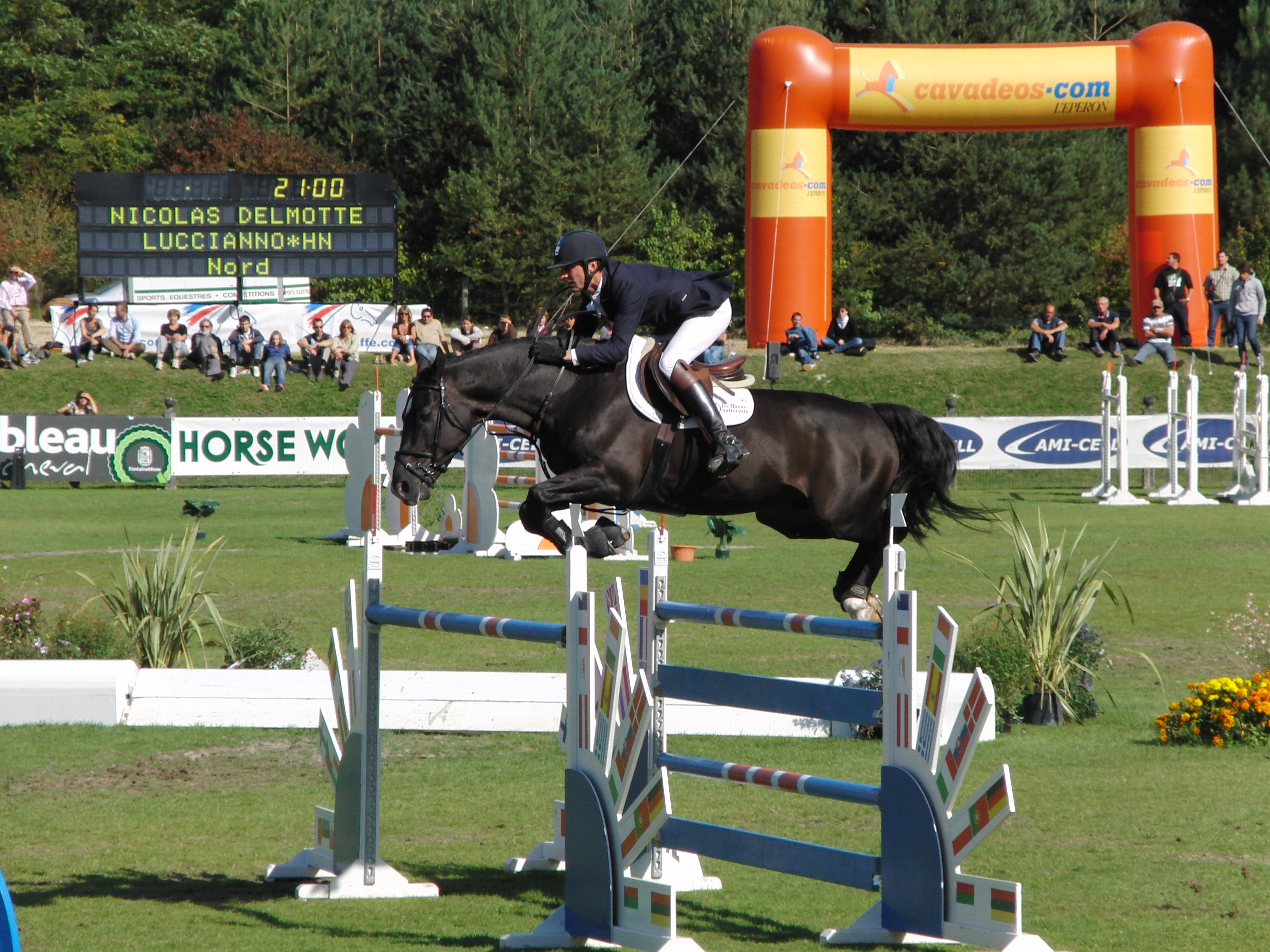
Nicolas Delmotte sur Luccianno lors des Championnats de France de saut d'obstacles 2010

- Médaille d’Or par équipe et Médaille d’Argent en individuel aux Championnats d’Europe Jeunes Cavaliers à Moorsele (Belgique) avec Boléro de Brecey*HN
- 3e du Championnat de France de 2e catégorie à Fontainebleau avec Boléro de Brecey*HN

1998 :
- 3e par équipe au Championnat d’Europe Jeunes Cavaliers à Lisbonne (Portugal) avec Boléro de Brecey*HN

1999 :
- Champion de France de 2e catégorie à Fontainebleau avec Boléro de Brecey*HN

- Médaille d’argent en individuel et par équipe aux Championnats d’Europe Jeunes Cavaliers à Munchwillen avec Boléro de Brecey*HN

2000 :
- 2e du Championnat de France de 1re catégorie à Fontainebleau avec Discrète IV

2001 :
- Champion de France de 1re catégorie à Fontainebleau avec Discrète IV

2005 :
- Vainqueur du Grand Prix du CSI-3* de Royan avec Nintendo

2006 :
- 3e du Grand Prix du CSI-3* de Vichy avec Jypsie Landaise
- 5e du Grand Prix du CSI-2* d’Auvers avec Jypsie Landaise
- 6e du Grand Prix du CSI-2* du Haras de Jardy avec Isky de Baussy
- 9e du Grand Prix du CSI-3* de Saint-Lô avec Nintendo

2007 :
- Vainqueur du Grand Prix Peo 1 d’Auvers avec Jypsie Landaise
- 2e & 5e des Grands Prix Pro 1 d’Auvers avec Jypsie Landaise et Isky de Baussy
- 3e du Grand Prix du CSI-2* de Palaiseau avec Luccianno*HN
- Vainqueur du Grand Prix du CSI-2* de Wisbecq (Belgique) avec Isky de Baussy
- 7e du Championnat de France Pro 1 avec Jypsie Landaise
- 2e de la Coupe de France Pro 1 à Fontainebleau avec Luccianno*HN
- 3e du Grand Prix du CSI-3* de Vichy avec Nintendo
- 7e du Grand Prix du CSI-3* de Royan avec Jypsie Landaise

2008 :
- 9e du Grand Prix du CSI-2* d’Hardelot avec Luccianno*HN
- 3e du Grand Prix du CSI-3* de Maubeuge avec Luccianno*HN
- 15e du Grand Prix du CSI-2* de Béthune avec Luccianno*HN
- Vainqueur du Grand Prix du CSIO-5* de Lisbonne (Portugal) avec Luccianno*HN
- 4e de la Coupe des Nations du CSIO-5* de Lisbonne (Portugal) avec Luccianno*HN
- 3e du Grand National de Deauville avec Nintendo
- 3e du Grand Prix du CSI-4* de Franconville avec Luccianno*HN
- Vainqueur du Grand Prix du CSI-3* de Dinard avec Luccianno*HN
- 2e par équipe de la Coupe des Nations du CSIO-5* de Falsterbo (Suède) avec Luccianno*HN
- Vainqueur par équipe de la Coupe des Nations du CSIO-4* de Prague (République tchèque) avec Luccianno*HN
- 9e du Grand Prix du CSIO-5* de Prague (République tchèque) avec Luccianno*HN
- Vice-Champion de France Elite au Master Pro de Fontainebleau avec Luccianno*HN
- 9e du Grand Prix Coupe du Monde d’Oslo (Norvège) avec Luccianno*HN
- 5e Grand Prix Coupe du Monde d’Helsinki (Finlande) avec Luccianno*HN
- 2e de la Grande Finale FFE-Normandie 2014 durant le CSI-5* de Caen avec Nintendo

2009 :
- 5e du Grand Prix du CSI-3* de Maubeuge avec Luccianno*HN
- 8e du Grand Prix CSI** de Fontainebleau.
- 12e du Grand Prix CSI***** de Cannes Global Champions Tour.
- Victoire à la Coupe des Nations de Rotterdam CSIO*****.
- 6e du Grand Prix Pro 1 élite du Grand National de Saint-Lô Normandie Horse Show.
- Deux fois 5e dans des épreuves du CSI**** de Chantilly.
- 4e au Championnat de France Pro 1 élite.
- ISO 177 en 2009.

2010 :
- Gagnant du Grand Prix CSI*** d'Hardelot.
- 6e du Grand Prix CSI***** de La Baule, avec Luccianno HN*.
- Victoire à la Coupe des Nations de Rome CSIO*****.
- Victoire à la Coupe des Nations de St Gall CSIO*****.
- 2e du Grand Prix CSI** d'Auvers.
- 3e des Championnats de France de saut d'obstacles Master Pro Elite de Fontainebleau avec Luccianno*HN[1].

2013 :
- 1er en Équipe de France à la Coupe des Nations de Drammen avec Number One D'Iso[2].

2017 :
- 1er au Jumping de Dinard*****.

2021 :
- 1er du Grand Prix CSI***** de La Baule, avec Urvoso du Roch.
- 2e du Derby de La Baule, avec Citadin du Chatellier.